# 팻 버럴
패트릭 브라이언 팻 버럴 (팻 버렐, 영어: Patrick Brian Pat Burrell, 1976년 10월 10일 ~ )은 메이저 리그 베이스볼에서 활동했던 전 외야수였으며, 현재는 샌프란시스코 자이언츠의 타격 코치이다. 그는 6피트 4인치(193cm)이며 235파운드(107kg)이며, 우투우타였다. 선수 시절동안 필라델피아 필리스, 탬파베이 레이스와 샌프란시스코 자이언츠에서 뛰었다.
팻 버럴은 1998년 마이애미 대학교에서 뛸 당시 골드 스파이크 어워드를 수상하였다. 1998년, 그는 필라델피아 필리스에 1차 지명을 받고 입단하게 되었다. 2년의 시간을 마이너에서 보낸 후 2000년 처음 메이저 리그로 승격되었고, 그 해 메이저 리그 베이스볼 올해의 신인상 부문에서 4위에 올랐다. 2001년 27개의 홈런을 기록했고(버럴은 2001년부터 8년 연속으로 20홈런을 기록했다), 2002년에는 37개의 홈런을 기록하며 커리어 하이 시즌을 보냈고, 메이저 리그 베이스볼 최우수 선수상 내셔널 리그 부문에서 14위를 기록하였다. 2003년 필리스와 6년 계약에 성공하였으나 .209의 타율과 21개의 홈런이라는 저조한 성적을 올렸다. 2004년 그는 .257의 타율과 24홈런을 기록하였으나 손목 부상으로 인해 많은 경기를 결장하였다. 2005년, 32개의 홈런과 117 타점을 기록하며 내셔널 리그 최우수 선수상 부문에서 7위에 올랐다. 2006년 시즌에 .258의 타율, 29개의 홈런, 95 타점을 기록했지만, 4월 이후의 부진 때문에 몇몇 경기를 벤치에서 보내야 했다. 2007년 .256의 타율과 30홈런을 때려냈고 그 해 필리스가 플레이오프에 올라가면서 그의 첫 번째 플레이오프를 경험했다. 버럴은 플레이오프에서 첫 홈런을 때려냈지만 팀은 내셔널 리그 디비전 시리즈에서 3전 전패로 탈락했다. 2008년, 그는 33개의 홈런을 때려냈고, 필리스는 다시 플레이오프에 진출하였고, 월드시리즈를 제패하였다.
2008년 이후, 버럴은 자유계약선수 신분이 되었다. 2009년 그는 탬파베이 레이스와 2년 계약을 맺고 지명타자로 출장하여 그 해 .221의 타율과 14개의 홈런을 기록하였다. 2010년 시즌 그는 24경기에서 .202의 타율과 2개의 홈런을 기록하고 탬파베이 레이스에서 지명 할당되었다. 그는 자유계약선수가 되었으나 며칠 후 샌프란시스코 자이언츠와 계약하였다. 그는 자이언츠에서 좌익수로 출장하였고, 96경기에서 18홈런을 때렸다. 그 해 자이언츠는 플레이오프에 진출하였다. 버럴은 월드 시리즈에서 15번 타석에 들어서 11번의 삼진을 당하고 안타를 때려내지 못했지만, 자이언츠가 우승하면서 두 번째 월드 시리즈 반지를 얻게 되었다. 그 다음 해인 2011년, 자이언츠와 1년 계약을 맺고 팀으로 다시 돌아왔다. 그는 좌익수 자리를 잃었고, 그는 92경기에서 .230의 타율과 7개의 홈런을 기록하면서 최악의 성적을 기록하였을 뿐만 아니라, 선수 생명을 끝내는 발 부상이 발생하였다. 그 이후 그는 2011년 10월 30일 팀에서 방출되어 또 다시 자유계약선수 신분이 되었으며, 필리스에서 선수 생활을 마감하기 위해 2012년 1일 계약을 맺었다. 2012년 5월 19일 레드 삭스전에서 시구를 한 이후 은퇴하였다고 한다.